# Засип'є
Засип'є (рос. Засыпье) — присілок у Тихвінському районі Ленінградської області Російської Федерації.
Населення становить 8 осіб. Належить до муніципального утворення Горське сільське поселення.

## Історія
Населений пункт розташований на історичній Новгородській землі, знищеній Московським царством у 15 столітті.
Згідно із законом від 1 вересня 2004 року № 52-оз належить до муніципального утворення Горське сільське поселення.

## Населення
| 1879 | 1910 | 1928 | 1940 | 1997 | 2002 | 2007 |
| ---- | ---- | ---- | ---- | ---- | ---- | ---- |
| 95   | ↗133 | ↗153 | ↘44  | ↘6   | ↗13  | ↘6   |
| 2010 |      |      |      |      |      |      |
| ↗8   |      |      |      |      |      |      |